# مؤسسة آغا خان
مؤسسة آغا خان هي وكالة تنمية دولية خاصة وغير هادفة للربح، والتي تأسست في عام 1967 من قبل الأمير شاه الحسيني، الآغا خان الرابع.
يسعى إلى توفير حلول طويلة الأجل لمشكلة الفقر والجوع والأمية والصحة في أفقر مناطق جنوب ووسط آسيا وشرق وغرب أفريقيا والشرق الأوسط. وفي هذه المناطق، تحظى احتياجات المجتمعات الريفية في المناطق الجبلية والساحلية وغيرها من المناطق الفقيرة بالموارد باهتمام خاص. غالباً ما تعزز أنشطة المؤسسة عمل الوكالات الشقيقة الآخرى داخل شبكة الآغا خان للتنمية (AKDN). في حين أن هذه الوكالات تسترشد بالولايات المختلفة المتعلقة بمجالات خبرتها (البيئة، الثقافة، التمويل الأصغر، الصحة، التعليم، الهندسة المعمارية، التنمية الريفية)، غالباً ما يتم تنسيق أنشطتها مع بعضها البعض من أجل مضاعفة التأثير الكلي للشبكة في أي مكان أو مجتمع. كما تتعاون مؤسسة الآغا خان (AKF) مع الشركاء المحليين والوطنيين والدوليين من أجل تحقيق تحسينات مستدامة للحياة في 19 دولة تعمل فيها.
يقع المقر الرئيسي للمؤسسة في جنيف، سويسرا.

## مجالات التركيز
تركز المؤسسة في مواردها على قضايا مختارة في الصحة والتعليم والتنمية الريفية والبيئة وتقوية المجتمع المدني. البحث عن أساليب مبتكرة لمشاكل عامة، فإنه يحاول تحديد الحلول التي يمكن تكييفها مع الظروف في العديد من المناطق المختلفة وتكرارها. تشمل القضايا الشاملة التي تعالجها المؤسسة أيضاً تنمية الموارد البشرية والمشاركة المجتمعية والجنسية والتنمية.